# Кладбище Святого Роха (Ченстохова)
Кладбище Святого Роха (пол. Cmentarz św. Rocha) — некрополь, расположенный в западной части Ченстоховы, Польша.
Есть несколько версий возникновения кладбища:
- Возникло как кладбище паломников, умерших по пути на Ясную Гору;
- Возникло как кладбище для умерших во время эпидемий (считается, что святой Рох оберегает от эпидемий).

Первые захоронения были сделаны в 1641. Кладбище было расширено в 1737 г., а спустя два года появились первые каменные гробницы. В 1767 году было впервые обнесено стеной, позже разрушенной и восстановленной. На кладбище есть старинные надгробия 1849—1906 годов.
В 1898 году на его территории возникло православное кладбище, но, после обретения независимости, участок был возвращен католикам.
Первая часовня на территории кладбища была построена в 1641—1642 годах. Разрушена во время шведского потопа. На её месте был воздвигнут нынешней костёл св. Роха и св. Себастьяна (освящен в 1680 году). В 1739 году он был реконструирован, а в 1771 году, во время боев барских конфедераций, разграблен. Перестроен в 1783—1785 годах. Тогда была снесена верхняя часть башни, а по бокам пристроены две башни костела и ризница. В 1880 году был передан в ведение паулинов. Односводный, имеет черты барокко.
В кладбищенской часовне находится плита, установленная в память маршала Юзефа Пилсудского. Рядом с часовней установлена символическая могила-памятник с расположенной на нём открытой книгой с именами людей, связанных с подпольем, погибших во время оккупации или в период ПНР. Также внимания на кладбище заслуживают:
- Воинский участок, 17 могил силезских повстанцев, погибших в 1921 году
- Могилы повстанцев 1863 года
- Братская могила 13-ти жертв гитлеровского террора, в том числе 10 заложников, расстрелянных на Велюньском рынке 1 ноября 1943 года
- Воинский участок немецких, австрийских и российских солдат, погибших в 1915—1918 годах
- Братская могила бойцов движения сопротивления, погибших в 1944 и жертв гитлеровского террора, погибших в 1939
- Символическая могила братьев Ежи, Реймонда и Владимира Сосновских, погибших во время Второй мировой войны

На территории кладбища есть также отдельная секция, образующая отдельное евангелическо-лютеранское кладбище, где имеется участок немецких солдат, погибших во время первой мировой войны.
На кладбище св. Роха также похоронены: Стефан Поличиньский (ченстоховский скульптор и автор ряда памятников на этом кладбище), Халина Посвятовская и Ян Петшиковский.